# La odisea (película de 1987)
La odisea (en inglés, The Odyssey) es una película de animación de 1987. La trama fue escrita por Paul Leadon tras una adaptación de Alex Nicholas según el poema épico griego de Homero La odisea, escrito, según la creencia general, en el siglo VIII a. C. La película consta con 48 minutos de duración, y emplea las voces de Tim Elliott, John Ewart y Ron Haddrick entre otros. Fue producida por Roz Phillips para el estudio australiano Burbank Films Australia. La música original es de Simon Walker.
La película fue emitida originalmente por televisión. En la actualidad, los másteres originales y los derechos de autor sobre su producción se encuentran en el dominio público.

## Sinopsis
Narra el regreso de Ulises a Itaca, y todos los contratiempos que le ocurren hasta que vuelve  a su reino con su esposa y su hijo.

## Reparto original
| Actor            | Personaje |
| ---------------- | --------- |
| Tim Elliott      |           |
| John Ewart       |           |
| Ron Haddrick     |           |
| Paul Johnstone   |           |
| Juliet Jordan    |           |
| Barry Langrishe  |           |
| Jennifer Mellett |           |